# كارين بيندر
كارين بيندر (بالألمانية: Karin Binder )‏ (و. 1957  م) هي سياسية ألمانية، ولدت في شتوتغارت، هي عضوةٌ الحزب اليساري الألماني (منذ 16 يونيو 2007)، والحزب الديمقراطي الاجتماعي الألماني (1975–1998)، شاركت في الانتخابات الرئاسية الألمانية 2012، والانتخابات الرئاسية الألمانية 2010، والانتخابات الرئاسية الألمانية 2009، والانتخابات الرئاسية الألمانية 2017.

## مناصب
تولت منصب عضو في البوندستاغ الألماني (منذ 22 أكتوبر 2013)
- عضو في البوندستاغ الألماني (18 أكتوبر 2005–27 أكتوبر 2009)
- عضو في البوندستاغ الألماني (18 أكتوبر 2005–27 أكتوبر 2009).[5]